# Triodanis
Triodanis – rodzaj roślin z rodziny dzwonkowatych. Obejmuje 6 gatunków. Wszystkie one występują w Ameryce Północnej, ale 
Triodanis perfoliata ma szerszy zasięg – gatunek rośnie w górach Ameryki Środkowej i w Ameryce Południowej z wyjątkiem równinnych obszarów w tropikach. Gatunek ten obecny jest jako introdukowany także w obszarze śródziemnomorskim, w Chinach i Australii.

## Morfologia
PokrójRośliny zielne roczne o pędach wzniesionych lub podnoszących się, pojedynczych lub rozgałęzionych u dołu, z łodygą żebrowaną.
LiścieSiedzące lub krótkoszypułkowe, skrętoległe. Blaszka jajowata do równowąskiej, całobrzega lub ząbkowana.
KwiatySiedzące i skupione po 13, rzadko do 9 w wierzchotkach wyrastających w kątach liści. Dolne kwiaty często mniejsze i klejstogamiczne. Hypancjum silnie wydłużone. Korona fioletowa, zrosłopłatkowa, ale z wolnymi łatkami na końcach dłuższymi od rurki. Pręcików 5, wolnych, o nitkach rozszerzonych u nasady, z pylnikami dłuższymi od nitek. Zalążnia dolna, trójkomorowa.
OwoceTorebki otwierające się z boków trzema porami.

## Systematyka
Pozycja systematyczna
Rodzaj z rodziny dzwonkowatych Campanulaceae klasyfikowany w jej obrębie do podrodziny Campanuloideae.
Wykaz gatunków
- Triodanis oloradoensis (Buckley) McVaugh
- Triodanis holzingeri McVaugh
- Triodanis lamprosperma McVaugh
- Triodanis leptocarpa (Nutt.) Nieuwl.
- Triodanis perfoliata (L.) Nieuwl.
- Triodanis texana McVaugh